# 花刺参
花刺参（学名：Stichopus variegatus）为刺参科刺参属的动物，俗名方参、黄肉。分布于西从马达加斯加、桑给巴尔、红海起、向东到加罗林群岛、北到日本、南到澳大利亚、台湾岛以及中国大陆的广西、广东、海南岛、西沙群岛等地，多栖息于岸礁边、海水平静、海草多的沙底、小者栖息于珊瑚下或石下以及大者多生活于较深水域或泻湖通道。该物种的模式产地在菲律宾群岛。